# Analizator Równań Różniczkowych

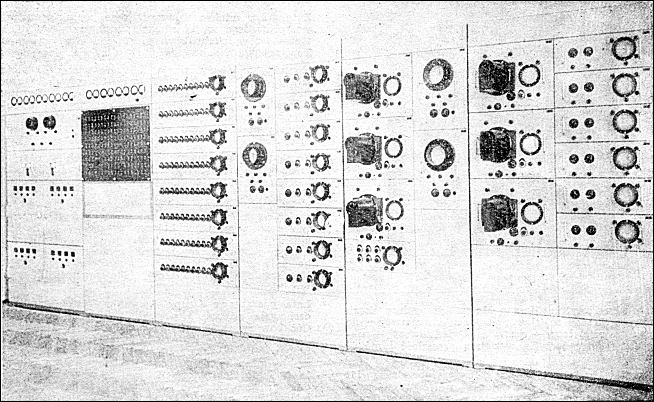
Analizator Równań Różniczkowych

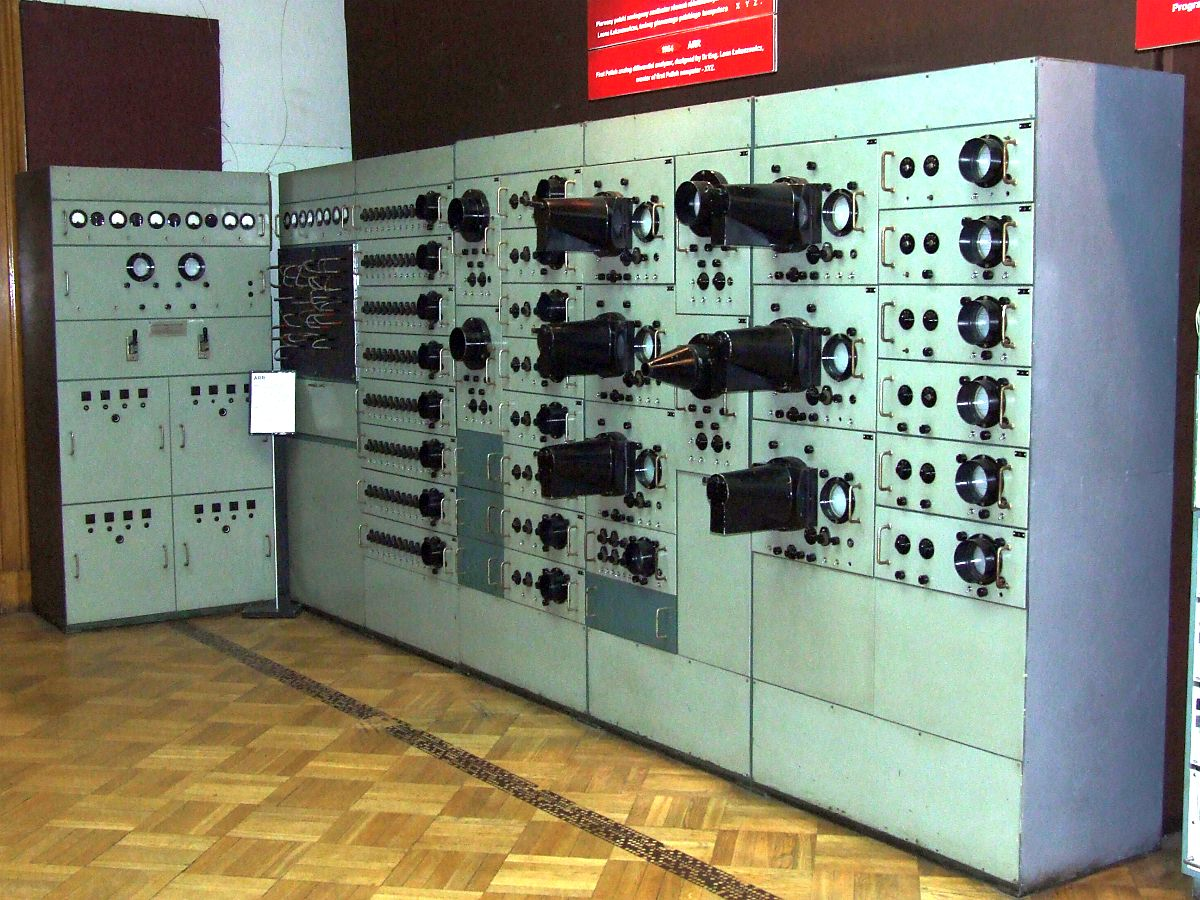
ARR w Muzeum Techniki w Warszawie

Analizator Równań Różniczkowych, ARR – komputer analogowy, pierwszy elektroniczny komputer zbudowany w Polsce (w 1954 roku). Skonstruowała go Grupa Aparatów Matematycznych przy Państwowym Instytucie Matematycznym w Warszawie, pod kierunkiem Leona Łukaszewicza.
Twórcom maszyny ARR przyznano w 1955 roku Nagrodę Państwową II stopnia w dziedzinie nauki.

## Dane
- układy liczące:
  - integratorów (całkujących wzmacniaczy operacyjnych): 8 szt.
  - sumatorów: 8 szt.
  - układów mnożących: 6 szt.
  - generatorów funkcji (nieliniowych układów funkcyjnych): 6 szt.
- budowa (6 szaf):
  - pierwsza szafa od lewej: urządzenia zasilające
  - druga: tablica połączeniowa (program)
  - trzecia: 8 sumatorów
  - czwarta: 2 oscyloskopy na wykresy funkcji, 8 integratorów
  - piąta i szósta: 6 generatorów funkcji; po prawej stronie szóstej szafy 6 układów mnożących
  - lampy elektronowe: około 500 szt.[3][4]
  - wymiary: 600 x 210 x 60 cm
  - waga: 1800 kg
  - moc pobierana: 3 kW
- możliwości:
  - dokładność: 1-3%[5]
  - rozwiązanie układu do ośmiu równań różniczkowych zwyczajnych pierwszego rzędu[potrzebny przypis].